# Cerithidea californica
Cerithidea californica är en snäckart som först beskrevs av Samuel Stehman Haldeman 1840.  Cerithidea californica ingår i släktet Cerithidea och familjen Potamididae.

## Underarter
Arten delas in i följande underarter:

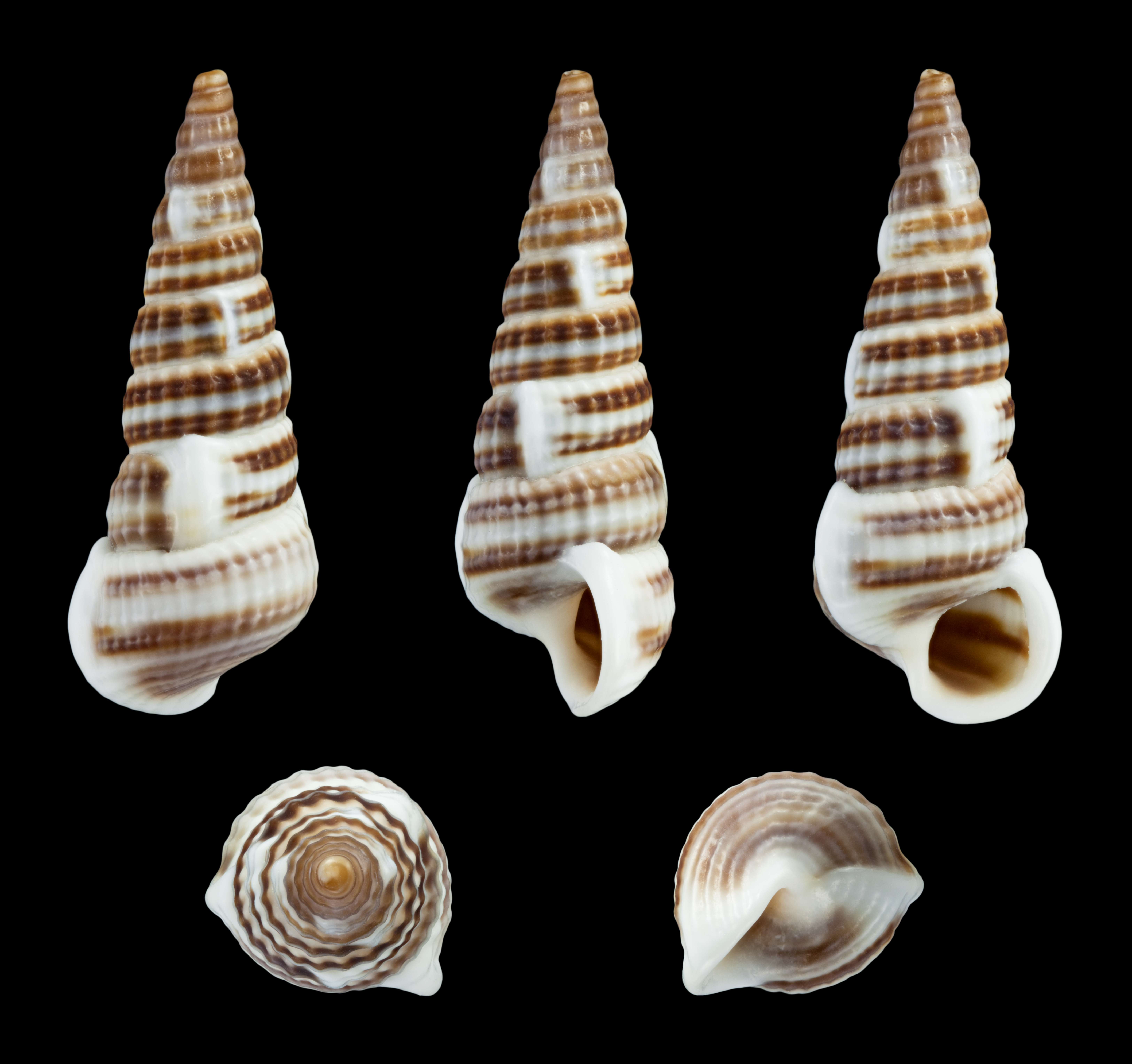
ssp. albonodosa

- C. c. californica
- C. c. albonodosa
- C. c. mazatlanica